# Alekseevka (Kinel), Samara
Alekseevka (în rusă Алексеевка) este un orășel din regiunea Samara, Rusia. Este subordonat administrativ orașului Kinel.